# Финистерре (мыс)
Мыс Финистерре (англ. Cape Finisterre, исп. Cabo Finisterre, галис. Cabo Fisterra) — мыс в Испании на побережье Атлантического океана. Название произошло от латинского лат. Finis terrae, что означает в переводе «конец земли».  Побережье к югу от мыса носит название Риас-Байшас.
Мыс Финистерре часто упоминается как самая западная точка континентальной Испании, однако в окрестностях мыса есть более западная точка. На самой высокой точке мыса (Monte Facho, 238 метров над уровнем моря) расположен маяк. 
В 1747 году во время войны за австрийское наследство у берегов мыса произошло два морских сражения. В ночь с 6 на 7 сентября 1870 года в 20 милях от мыса перевернулся и затонул британский броненосец «Кэптен»; спасшиеся с него моряки высадились на Финистерре. В 1990 году на мысе установлен памятник погибшим морякам «Кэптена».
- Берег мыса Финистерре.
- Маяк на мысе Финистерре.